# Зиген-Виттгенштайн (район)
Зиген-Виттгенштайн (нем. Siegen-Wittgenstein) — район в Германии. Центр района — город Зиген. Район входит в землю Северный Рейн-Вестфалия. Подчинён административному округу Арнсберг. Занимает площадь 1132,89 км². Население — 277 тысяч 136 чел. (2022). Плотность населения — 245 человек/км².
Официальный код района — 05 9 70.

## География

### Природа
- Список природоохранных территорий района Зиген-Виттгенштайн

### Общины
Район подразделяется на 11 городов и общин.
1. Зиген (103 555)
2. Кройцталь (31 043)
3. Нетфен (24 169)
4. Вильнсдорф (20 921)
5. Бад-Берлебург (19 929)
6. Фройденберг (18 425)
7. Хильхенбах (15 618)
8. Бурбах (14 456)
9. Бад-Ласфе (14 446)
10. Нойнкирхен (13 758)
11. Эрндтебрюк (7265)

(3 октября 2023)